# Museo degli usi e costumi dell'Appenzello
Il Museo degli usi e costumi dell'Appenzello (in tedesco Appenzeller Brauchtumsmuseum) è un museo a Urnäsch. È classificato dal governo svizzero come bene culturale di importanza nazionale.

## Storia
L'idea di creare un museo sulla cultura e i costumi dell'Appenzello ebbe luogo nel 1972 a partire dal lascito di una collezione di oggetti storici al comune di Urnäsch da parte di Ernst Alder-Nef, morto l'anno precedente. Il comune diede il compito a Walter Irniger, medico del paese, e Hans Hürlemann, insegnante di scuola secondaria, di realizzare un museo a partire dalla collezione. A questo scopo venne creata una fondazione, e nel 1976 il museo venne aperto al pubblico.

## Caratteristiche

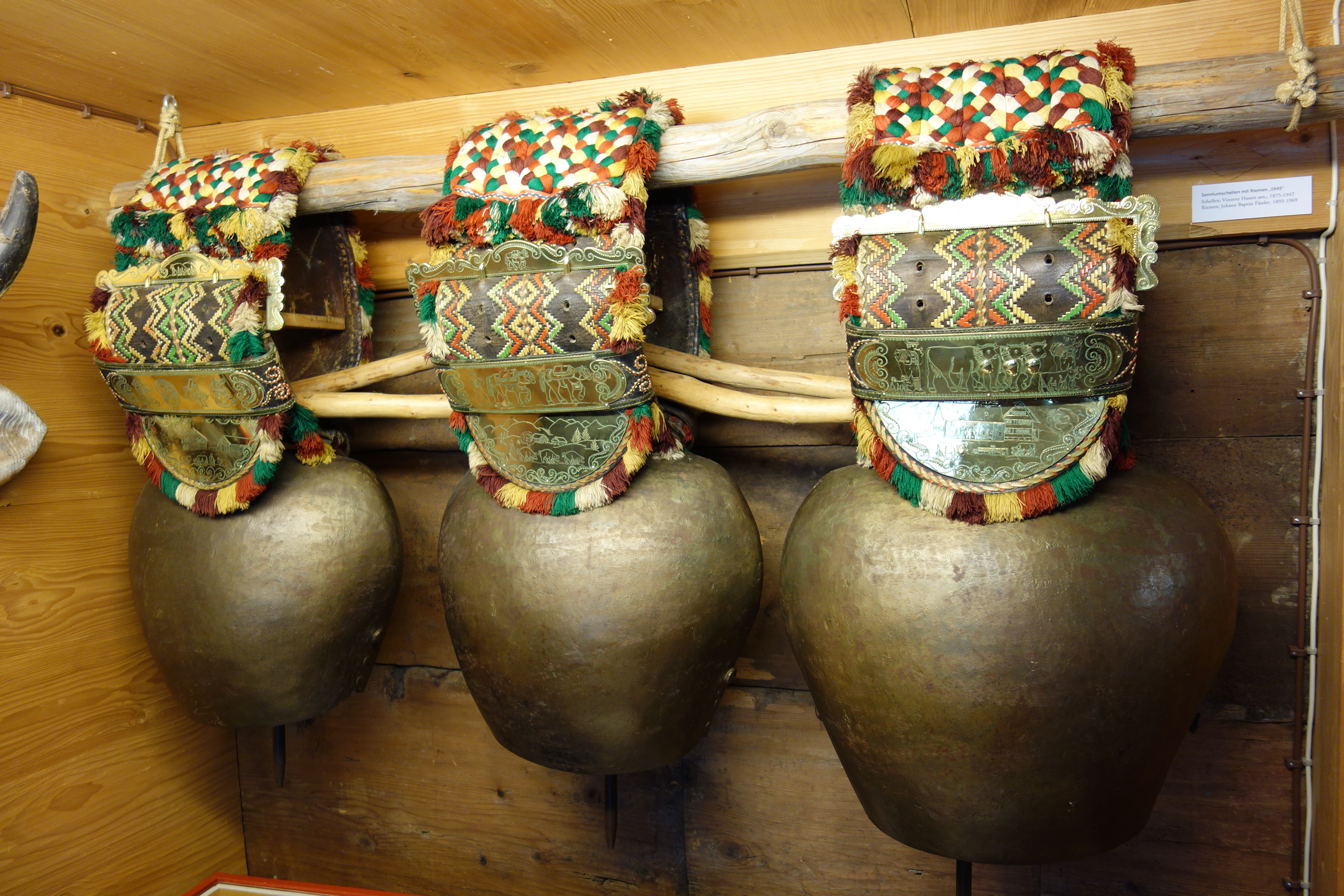
Campanacci decorativi esposti nel museo

Il museo espone una serie di oggetti rappresentativi della cultura rurale dell'Appenzello. L'esposizione si concentra su tradizioni e costumi come i Silvesterchläuse, la salita all'alpeggio, la vita dei casari delle alpi, la pittura contadina e la musica tradizionale eseguita con strumenti a corda.